# Una notte in Transilvania
Una notte in Transilvania (Transylvania 6-5000) è un film del 1985 scritto e diretto da Rudy De Luca.

## Trama
Jack Harrison e Gil Turner sono scrittori per The Sensation, un tabloid gestito dal padre di Turner, Mac Turner.
Jack è un giornalista serio che usa The Sensation come trampolino di lancio per una carriera migliore e aspira a lavorare per il Time Magazine, mentre Gil, più ingenuo, è il figlio del direttore del tabloid stesso.
Quando Mac riceve una videocassetta dove viene riprodotta la scena in cui due uomini in preda al panico scappano da quella che sembra essere la creatura di Frankenstein, decide di inviare suo figlio e Jack in Transilvania (dove è stato girato il video in questione) al fine di ottenere un servizio sensazionale sull'eventuale esistenza della predetta creatura.
Jack tenta senza successo di evitare l'incarico mentre Gil, entusiasta, promette al padre di tornare con un servizio che questi ha già deciso intitolare "Frankenstein vive!"
Una volta giunti in Transilvania, Jack fa amicizia con Elizabeth Ellison, una bella turista di New York, mentre Gil non riesce a fare a meno di iniziare a fare domande circa l'esistenza della creatura che si intravede nel filmato.
Questi viene immediatamente deriso dalla cittadinanza e dal sindaco Lepescu che lo invita ad astenersi dal dare addito a certe notizie.
Una volta giunti al loro Hotel, un castello del 17 ° secolo completo di un ingresso recintato, sono accolti da Fejos, un maggiordomo con uno strano senso dell'umorismo. 
Qui si incontrano per il brunch con Lepescu, che scoprono essere anche il proprietario del castello stesso.
Gil e Jack fanno conoscenza anche con Radu, servo "curvo" del Lepescu, che si rivolge a tutti come "padrone" e con la sua "svampita" moglie Lupi.
Nonostante i due vengano derisi da chiunque venga fatta loro domanda in merito all'esistenza della creatura del Dott. Frankenstein, Gil e Jack apprendono che qualcosa non va e che le autorità locali stanno sicuramente nascondendo qualcosa.
Ad essere vago nelle risposte e a cercare di sviare i due, vi è anche l'ispettore Percek, capo della polizia locale.
I due cronisti incontrano quindi Madame Morovia, un'anziana veggente che incita i due a proseguire nelle ricerche, mettendoli a conoscenza, tra l'altro, che nella zona si aggirerebbe un licantropo, Larry, che afferma poi essere suo figlio.
Gil e Jack si mettono sulle sue tracce ma incappano in quello che alla fine risulterà essere l'infedele marito di madame Morovia.
Jack, spazientito e intenzionato a tornare a negli Stati Uniti, invita la bella Elizabeth a cena e, seppur malvolentieri, racconta alla donna il vero motivo della sua presenza in Transilvania.
Gil, lasciato da solo in hotel, viene "visitato" nel sonno dalla bellissima "vampira" Odette che sparisce improvvisamente non appena l'uomo si desta allarmato dalla sua presenza.
Lepescu, preoccupato dalle indagini svolte dai due americani, perquisisce la stanza di questi rinvenendo la VHS comprovante l'esistenza del "mostro di Frankenstein".
Intanto Gil si reca al sanatorio locale dove chiede invano di poter parlare con il dottor Malavaqua direttore della struttura che, anni prima, era stato radiato dall'albo dei dottori a causa delle sue dubbie pratiche.
Nel frattempo Lepescu porta in visione il filmato contenuto nella VHS rubata all'ispettore Percek che, preoccupato, afferma che il filmato debba essere immediatamente distrutto.
Gil riferisce a Jack di non essere riuscito a parlare con Malavaqua e che da quello che ha potuto osservare il sanatorio sembra nascondere qualcosa.
I due quindi decidono di affidarsi alle autorità locali, proprio nella persona dell'ispettore Percek che, coadiuvato dal sindaco Lepescu, invita i giornalisti a tornare in patria e di non dare credito alle congetture e credenze popolari. In particolare gli invitano a non importunare il Dott. Malavaqua.
Jack e Gil, non convinti da quanto sostenuto da Percek e Lepescu, decidono di tentare a fare ingresso nel sanatorio così da poter parlare direttamente con il Dott. Malavaqua.
Qui però vengono anticipati dalla due autorità che mettono a conoscenza il Malavaqua circa l'interessamento dei due giornalisti alla creatura di Frankenstein.
Percek chiede al dottore in merito ad un paziente di questi, tale Kurt Hunyadi, che a dire dell'ispettore parrebbe essere soggetto molto simile alla creatura in questione.
Malavaqua afferma a Percek di come questi sia morto tempo prima fornendo nel contempo all'ispettore la cartella clinica del sue ex paziente dove è chiaramente riportato il certificato di decesso firmato dalla stesso Malavaqua.
Oltre a visionare tale cartella, Percek si sofferma a su quelle di altri pazienti di Malavaqua tra cui una donna di nome Odette e un uomo di nome Joan Vlad anch'essi dichiarati morti dalla stesso medico.
Preoccupato, Malavaqua contatta Radu chiedendogli di controllare se nel suo laboratorio vi è ancora la presenza di Hunyadi (evidentemente ancora in vita).
Ad assistere ed udire alla telefonata tra i due vi è però Gil, riuscito nel frattempo ad intrufolarsi dentro al sanatorio.
Percek e Lepescu, dubbiosi circa le affermazioni fatte da Malavaqua, decidono di sotterrare la bara di Hunyadi al fine di avere certezza circa la sua morte.
Nella bara però trovano solo un manichino avendo quindi così conferma della malafede del medico.
Tornato in albergo per parlare con Radu, Gil incontra Odette che dopo aver affermato essere innamorata di lui sparisce approfittando di un attimo di distrazione dell'uomo.
Nel frattempo Malavaqua, giunto nel suo laboratorio sito nel seminterrato del castello all'interno del quale muta completamente il suo carattere (solitamente schivo e gentile) divenendo uno scienziato pazzo e violento, accerta l'assenza di Hunyadi e ordina a Radu e a sua moglie Lupi di ritrovarlo quanto prima e ricondurlo da lui.
Intanto Jack e Elizabeth, nel mentre si trovano a svolgere un pic-nic assieme alla piccola Laura (figlia di Elizabeth), vengono "interrotti" da Gil che racconta all'amico dell'incontro con la bellissima vampira.
Qui però la figlia di Elizabeth si allontana dalla coppia e si perde nei boschi dove incontra quella che sembrerebbe essere la creatura di Frankenstein.
Gil, Jack ed Elizabeth si mettono alla disperata ricerca della bambina senza però riuscire a trovarla.
La donna viene invitata da Jack ad avvisare le autorità locali nel mentre lui e Gil continuano le ricerche.
Gil incappa nella creatura di Frankenstein e scappa spaventato ad avvisare Jack.
Questi però viene aggredito dal "licantropo" Larry e dopo essergli sfuggito, viene raggiunto da Percek e Lepescu che, invece che procedere con le ricerche della piccola Laura, arrestano ingiustamente il giornalista riferendo inoltre lui della loro intenzione a presenziare alla festa del vino che si sarebbe svolta nella medesima serata in paese.
Nel frattempo sia Odette che Larry fanno rientro nel laboratorio dove era stato fatto "prigioniero" Gil.
Qui Odette prega Malavaqua di non infierire sul giornalista di cui la bellissima vampira non nasconde essere innamorata.
Jack, trovatosi rinchiuso in carcere, viene fatto evadere dalla disperata Elizabeth che si mette assieme a lui alla ricerca della piccola.
Radu e Lupi rintracciano Hunyadi che assieme alla bambina gioca a carte all'interno di un fienile.
I due riescono a catturarlo e lo conducono da Malavaqua.
Jack riesce a trovare l'ingresso segreto del laboratorio di Malavaqua dove trova Gil.
Nel cercare di liberalo Gil incappa nel licantropo Larry, nella vampira Odette in Radu e nella moglie Lupi che cercano di impedirgli di portare via Gil.
Odette confida a Gil di come l'unico modo di far ragionare Malavaqua sia quello di farlo fisicamente uscire dal laboratorio dove di fatto il medico riassume le sue sembianze "umane".
Malavaqua, tornato alla "normalità", cerca di confidare a Jack della vera natura di Hunyadi ma viene interrotto proprio da questi che, risvegliatosi, prende con sé la bambina (in precedenza affidata a Lupi) e si dirige 
verso il paese dove è in corso la festa al fine di riaccompagnarla dalla propria madre.
Nel frattempo, in paese, dove Elizabeth sempre più disperata cerca di convincere la polizia ad intraprenderne le ricerche della figlia, la festa viene interrotta dall'arrivo di Hunyadi che portando in braccio la piccola Laura, terrorizza la popolazione che osservandolo crede di avere dinanzi proprio la creatura di cui narrano le leggende.
Il linciaggio di questi viene fortunatamente interrotto dall'arrivo di Jack e Malavaqua che spiegano alla popolazione di come Hunyadi, Larry, Odette e tutti gli altri non siano mostri ma persone che, grazie all'aiuto e alle cure del dottor Malavaqua sono state salvate da molteplici menomazioni e di come i veri "mostri" siano i corrotti Percek e Lepescu.
La pellicola si chiude con la popolazione in festa e con i "mostri" che ballano e si divertono, mentre scorrono le immagini del tabloid Sensation che in prima pagina riporta, tra le altre, la scritta "Frankenstein è vivo!"